# Köztes lőszer

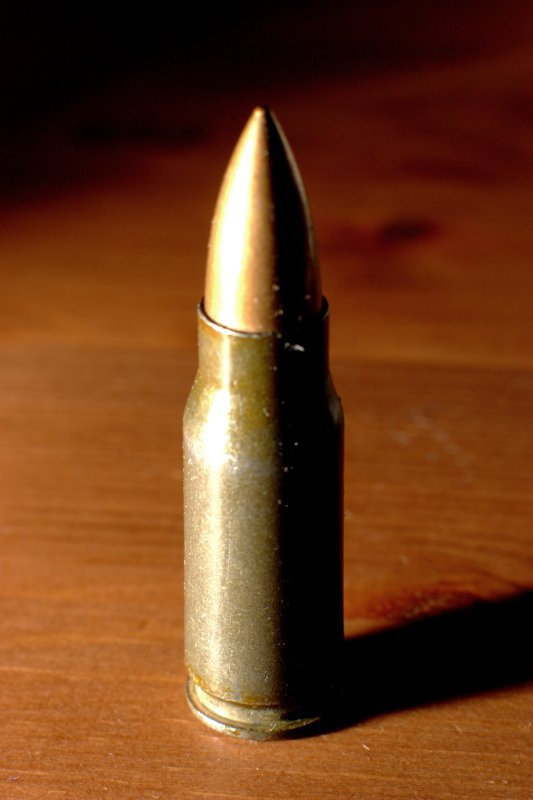
Német 7,92 × 33 mm-es rövid lőszer

A köztes lőszer a pisztolytöltényél lényegesen erősebb, de a puskatölténynél gyengébb hatásadatokkal rendelkező lőszer.
Létrehozásának oka a hadfejlesztők és teoretikusok azon felismerése volt, miszerint az első világháborúban harcoló átlagos lövész képtelen volt kihasználni puskája lövésteljesítményét, az irányzott lőtávolságok ritkán haladták meg a 200-300 métert, holott az alkalmazott puskatípusok kivétel nélkül alkalmasak voltak a 800 – 1000 m-es lőtávra. Ebből fakadóan az a lőportömeg, ami a puskatöltényben voltaképp kihasználatlan maradt, az felesleges, elhagyásával jelentősen csökkenthető a fegyver és a lövész által hordott tölténymennyiség tömege, ezáltal a lövész leterheltsége. Valamint azonos tömeg mellett több töltényt vihetett magával. Fontos továbbá, hogy a puskatöltény nagy teljesítménye miatt, az arra szerkesztett kézi fegyverekből a jelentős hátralökő erő nem teszi lehetővé a hatásos sorozatlövést. Ha a fegyver nincs (pl. fegyverlábbal) megtámasztva, az átlagos katona nem képes uralni a sorozatot, a lövedékek legnagyobb része célt téveszt. Ezt a következtetést lényegében az I. világháborúban harcoló összes állam levonta. Ezen felismerés alapján kezdték meg egyéni lövészfegyvereik, és azok töltényeinek továbbfejlesztését. Hadrendbe ez a tölténytípus a második világháború során állt.
A köztes töltény minden esetben lényegesen kisebb lőportöltetet tartalmaz, mint a puskatöltény, így a gépkarabélyok visszarúgása a lövésnél mérsékeltebb erejű. A gépkarabély ezért csekélyebb kiképzés mellett is kezelhetőbb fegyverfajta, amely lehetővé teszi a modern hadviselésre alkalmas tömeghadseregek felszerelését.

## Ismertebb közteslőszer-típusok

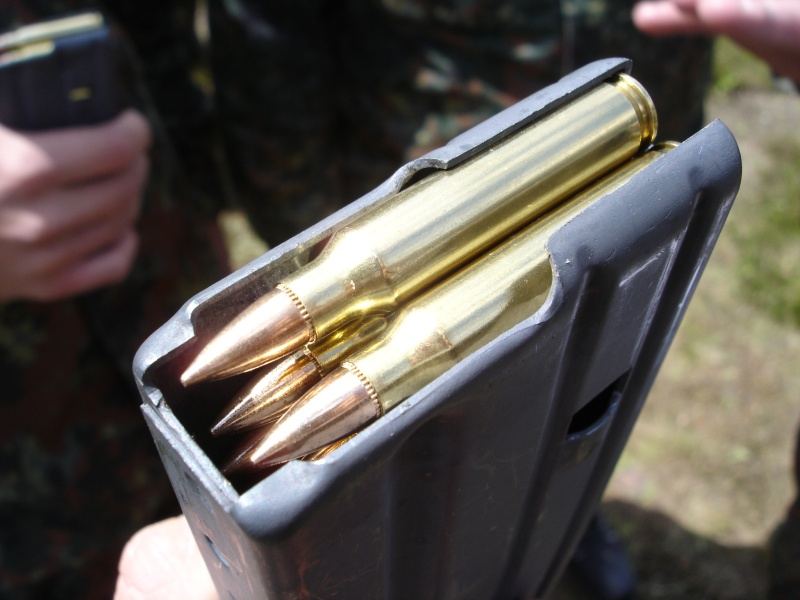
Amerikai 5,56 × 45 mm-es NATO-lőszer amerikai M16-os gépkarabély tárjában

- 7,92 × 33 mm ("kurz" – rövid): Németországban kifejlesztett, 1941-től gyártott rövid töltény. Elnevezése a II. világháború alatt évről évre változott.[1] Viszonylag nagy lőportöltetéből adódóan, mint az látszik rendkívül tömzsi alakján is, valójában nem volt ideális köztes töltény (jelentős visszaható erőt produkált). Azonban a rá tervezett MP/StG44 (Sturmgewehr) gépkarabély nagy hatással volt a II. világháború utáni fegyvertervezésre. Ezt a töltényt ma már csak kis szériában gyártják, a Mauser K98 hadipuska csökkentett erejű sportváltozatát használó hobbilövészek részére, ill. vadászatra.

- .30 Carbine (7,62 × 33 mm): a II. világháború alatt az amerikai tüzér, utász és egyéb segédcsapatok részére kifejlesztett, 1942-ben szolgálatba álló M1 Carbine öntöltő rövidpuska (karabély) tölténye. Hosszú, pisztolytöltényhez hasonló, egyenes falú, váll nélküli hüvelykialakítása miatt hatásadatai gyengék, a koreai háború után kivonták a rendszerből. A vidéki Amerikában szokásos zsákmányszerző (nem sport-, vagy úri-) vadászatra azonban ma is gyakran használják civilek 100 yard (91 méter) alatti lőtávolságokon.

- 7,62×39 mm / 43M: a szovjet és Varsói Szerződés fegyveres erőinek egységes rövid tölténye, amely az SZKSZ öntöltő karabélynak, az AK–47 gépkarabélynak és változatainak, valamint az RPD és RPK golyószóróknak a tölténye. Először az 1945-ben szolgálatba állított SZKSZ alkalmazta. Alkalmas 400 méter távolságig célzott egyeslövések leadására, 600 méterig területtűz lövésére. Igen sokoldalú űrméret, többféle gyújtó, páncéltörő és fényjelzős lövedéktípus létezik hozzá. Volfrám-karbid magos lövedékkel páncélátütő képessége 75m távolságból 19 mm.

- .223 Remington (5,56×45 mm NATO): amerikai, illetve NATO kiskaliberű szabványtöltény, amely az AR–15/M16/M4, a IMI Galil, a HK G36 gépkarabélyok, az FN Minimi/M249 SAW  golyószóró és számos más fegyver tölténye. Alkalmas 300 méterig pontos egyeslövések leadására. A célban kifejtett romboló hatása elsősorban a nagy sebességű becsapódás által az élő testben okozott ún. "hidrodinamikai sokk" révén keletkezik. Ennek feltétele a 750-800 m/s feletti sebességgel történő becsapódás, amelyhez 1000 m/s körüli lövedék kezdősebesség szükséges. Ezért az 5,56 kaliberű fegyverek relatíve hosszú csővel rendelkeznek.[2] Védett célok ellen páncéltörő lövedékkel is csak legfeljebb 7–8 mm lemezvastagságig hatásos ez az űrméret. Eredeti M193 jelzéssel rendszeresített változata 3,5 g tömegű instabil lövedékkel szerelt. Ez a célba csapódva rövid út megtétele után bukdácsolni kezd, kusza sebcsatornát vágva, majd kirepülve a testből robbanásszerű hatást fejt ki. Ennek következtében egész végtagok szakad(hat)nak le, ami a töltény másik legfontosabb hatása. Az új lőszert a vietnámi háborúban kezdték alkalmazni, ahol romboló teljesítménye miatt humanitárius problémákat vetett fel. Emellett a kis tömeg miatt a lövedék fokozottan érzékeny a környezeti hatásokra (fű, levél, szél), valamint instabilitása miatt nagyobb lőtávon (300 m felett) pontossága már nem kielégítő. Mindezek miatt a NATO szabványosítási eljárásában a 4 g-os belga FN gyár SS109 lövedékkel szerelt változata került ki győztesen.[3] Az amerikai erőknél ezt a változatot M855 jelzéssel állították rendszerbe.[4]

- 5,45 × 39 mm / 74M: szovjet kiskaliberű töltény, amely az amerikai 5,56-os töltényre válaszul jelent meg. Hüvelye a 43M-é, lövedéke a valóságban 5,38 mm űrméterű, a töltényt az AK–74 és AN–94 gépkarabélyok, illetve az RPK–74 golyószóró tüzeli. Élőerő ellen bevált, hatásmechanizmusa nagyban hasonlít az M193-éhoz, annak minden előnyével és hátrányával együtt. Páncélozott célok ellen az 5,56-os kaliberhez hasonlóan csekély hatású. A Varsói Szerződés többi tagállama anyagi okokból nem rendszeresítette.[5]

- 4,85 × 49 mm: brit kísérleti kaliber, amelyet az SA80 bullpup kialakítású gépkarabélyhoz fejlesztettek ki. Technikai problémák és anyagi nehézségek miatt a projekttel felhagytak. A NATO szabványos 5,56-os kaliberben rendszeresített SA80 gépkarabély-változat kudarcnak bizonyult.

- 4,73 × 33 mm (DM11): hüvelynélküli töltény, amely keményre sajtolt és éghető lakkal bevont, teljesen elégő töltetből, és az abba csaknem egészében beágyazott lövedékből áll. Ezt a töltényt a német Heckler & Koch cég által kifejlesztett, igen bonyolult szerkezetű G11 gépkarabély alkalmazta, amely rendkívül gyors, rögzítetten 3 lövésből álló sorozatokat tudott lőni a célban kifejtett hatásának növelésére (normál sorozatlövésnél tűzgyorsasága 460 lövés/perc, a 3,25 g tömegű lövedék 930-960 m/s sebességgel hagyta el a csőtorkolatot). Ezt a nagy tűzgyorsaságot az üres töltényhüvely kivetésének elmaradása tette lehetővé, mivel az ürítés fázisának teljes kihagyásával a fegyver gyorsabban tölt újra. A több mint 12 évig húzódó, igen költséges G11 projekt a német újraegyesítés okozta gazdasági megszorítások és a technikai problémák (a Wankel-motorokhoz hasonló gáztömítési problémák) miatt kudarcba fulladt. A fegyvert és lőszerét elsősorban a német GSG–9 terrorelhárító egység tesztelte és alkalmazta.

- 4,6 × 30 mm: A HK MP7 PDW (Personal Defence Weapon – személyi védőfegyver) tölténye. Kifejezetten lövedékálló mellények átütésére optimalizáltak. Fedetlen élőerő ellen feltehetőleg kevéssé hatékony, mivel nagy sebességű lövedéke egyszerűen átmegy a célon mozgási energiájának leadása nélkül. Újdonsága miatt, egyelőre nincs szélesebb körben elterjedve. Az 1990-es évek végére lett kifejlesztve, 2000-ben debütált, 2001-től gyártják. 2005-ben állt szolgálatba több rendvédelmi szolgálatnál (német KSK, brit, dél-koerai).

- 5,7 × 28 mm (SS190): az FN P90 PDW és a Five-seveN pisztoly tölténye. Ugyanaz igaz rá, mint a 4,6 × 30-ra.